# Libertas Brindisi 1954-1955
La Libertas Brindisi 1954-1955, prende parte al campionato italiano di Serie B, girone D a 8 squadre. Chiude la stagione regolare al penultimo posto con 3V 1N 10P, 727 punti segnati e 824 subiti.

## Storia & Roster

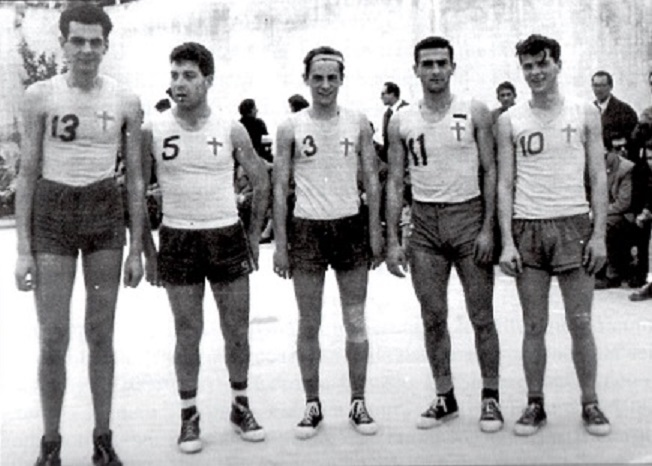
Libertas Brindisi stagione 1954-55

Della formazione promossa in Serie B l'anno prima non fanno più parte Antonio Amoroso e l'americano Bob Riesberg. Colelli sarà promosso stabilmente in prima squadra e Elio Pentassuglia in servizio di leva farà qualche apparizione saltuaria.
| Libertas Brindisi 1954/1955 | Libertas Brindisi 1954/1955 |
| Giocatori                   | Staff tecnico               |
| --------------------------- | --------------------------- |

| N. | Naz.              | Ruolo | Nome              | Anno | Alt.   | Peso |  |
| -- | ----------------- | ----- | ----------------- | ---- | ------ | ---- |  |
| 3  | Italia (bandiera) | P     | Franco Portaluri  | 1936 |        |      |  |
| 4  | Italia (bandiera) | P     | Osvaldo De Blasi  |      |        |      |  |
| 5  | Italia (bandiera) | G     | Aldo Vonghia      | 1930 |        |      |  |
| 7  | Italia (bandiera) | G     | Mario Colelli     | 1938 |        |      |  |
| 9  | Italia (bandiera) | A     | Camillo Donati    |      |        |      |  |
| 10 | Italia (bandiera) | A     | Gianni Donativi   | 1935 |        |      |  |
| 11 | Italia (bandiera) | G     | Mario Pavone      | 1934 |        |      |  |
| 12 | Italia (bandiera) | A     | Elio Pentassuglia | 1932 |        |      |  |
| 13 | Italia (bandiera) | C     | Salvatore Velardi | 1933 | 200 cm |      |  |
|    | Italia (bandiera) | A     | Andrea Agressi    |      |        |      |  |
|    | Italia (bandiera) | G     | Lilli Pisani      |      |        |      |  |

| Allenatore             |
| - Giuseppe Todisco     |
| Assistente/i           |
| Legenda - (C) Capitano |

## Risultati
| Arbitri: | Cotta (Roma) Colucci (Roma) |

|           |       |                              |
| Pavone 17 | Punti | Ciardiello 18, Ferrentino 12 |

| Arbitri: | Sangiorgio (Napoli) Lombardo (Napoli) |

|                                    |       |           |
| Margheritini 22, Paveri 17, Pica 9 | Punti | Pavone 29 |

| Napoli 24 ottobre 1954 3ª giornata                | Partenope | 77 – 70             | Libertas Brindisi |  |
| \| \| \| \| \| \| Punti \| Pavone, Donativi 23 \| |           |                     |                   |  |
|                                                   |           |                     |                   |  |
|                                                   | Punti     | Pavone, Donativi 23 |                   |  |

| Arbitri: | Serena (Ancona) Martorelli (Teramo) |

|                                         |       |                                       |
| Pentassuglia 14, Pavone 13, Donativi 12 | Punti | Rainwater 20, Flaherty 19, Corvino 13 |

| Chieti 7 novembre 1954 5ª giornata | Pall. Chieti | 45 – 46 | Libertas Brindisi |  |

| Brindisi 14 novembre 1954 6ª giornata                                         | Libertas Brindisi | 36 – 52                               | CUS Bari |  |
| \| \| \| \| \| Pavone 17 \| Punti \| Aldini 23, Minervini 12, Montanari 11 \| |                   |                                       |          |  |
|                                                                               |                   |                                       |          |  |
| Pavone 17                                                                     | Punti             | Aldini 23, Minervini 12, Montanari 11 |          |  |

| Napoli 21 novembre 1954 7ª giornata | CUS Napoli | 56 – 49 | Libertas Brindisi |  |

| Napoli 5 dicembre 1954 8ª giornata | Pall. Napoli | 59 – 43 | Libertas Brindisi |  |

| Arbitri: | Della Pietra (Napoli) Massaro (Napoli) |

|           |       |                    |
| Pavone 10 | Punti | Gambino 12, Pica 9 |

| Brindisi 19 dicembre 1954 10ª giornata | Libertas Brindisi | 86 – 52 | Partenope |  |

| Napoli 9 gennaio 1955 11ª giornata | Marcacci Napoli | 85 – 53 | Libertas Brindisi |  |

| Brindisi 16 gennaio 1955 12ª giornata | Libertas Brindisi | 51 – 51 | Pall. Chieti |  |

| Arbitri: | Della Pietra (Napoli) Massaro (Napoli) |

|                                           |       |                                     |
| Minervini 33, Aldini 17, Ricciardiello 14 | Punti | Donativi 24, Pavone 18, Velardi 12, |

| Brindisi 30 gennaio 1955 14ª giornata | Libertas Brindisi | 54 – 39 | CUS Napoli |  |